# السمرة (ماهلية)

تعديل مصدري - تعديل

السمرة هي إحدى قرى عزلة القرش ال احمد بمديرية ماهلية التابعة لمحافظة مأرب، بلغ تعداد سكانها 80 نسمة حسب تعداد اليمن لعام 2004.